# Eddy Wauters
Eddy Wauters (Amberes, Bélgica; 12 de julio de 1933 – 24 de enero de 2025) fue un futbolista y entrenador de fútbol belga que jugó en la posición de defensa. Jugó en el Royal Antwerp FC durante catorce temporadas en los años 50s y 60s y fue presidente de ese club desde 1969 hasta 2012. Wauters jugó cuatro veces con la selección belga de fútbol.

## Biografía

### Inicios de su carrera futbolística
Eddy Wauters nació en Borgerhout, Amberes. A una edad temprana, quería jugar al fútbol. Tuvo que elegir entre Beerschot, Berchem Sport y Royal Antwerp FC. Este último club era el más fácil de alcanzar, por lo que Wauters se unió a los rojiblancos en 1949.
En 1952, Wauters debutó en el primer equipo del Amberes, que más tarde se convertiría en "su" club. Al principio no jugaba a menudo, pero a finales de los años 50s se convirtió en un jugador titular en el equipo. Wauters jugó en el flanco izquierdo, pero a menudo jugó en otras posiciones en su carrera. En esos días, también fue convocado para la selección nacional.

## Selección nacional
Eddy Wauters fue convocado por primera vez con los Diablos Rojos por André Vandeweyer. Pero los seleccionadores posteriores también lo llamaron a veces. Jugó con menos frecuencia, en total Wauters jugó cuatro veces para la selección nacional. Wauters jugó su último partido internacional bajo las órdenes del seleccionador Constant Vanden Stock, quien más tarde se convertiría en presidente de un club de fútbol, al igual que Wauters. En el equipo nacional, Wauters fue compañero de Rik Coppens, Paul Van Himst, Jean Nicolay, Jef Jurion y Fernand Goyvaerts, entre otros.
En 1959, Wauters, que siempre jugó como lateral derecho en la selección nacional, jugó contra Holanda. El partido tuvo lugar en Róterdam y terminó con una victoria de 9-1 para el equipo holandés. El partido tuvo lugar en la casa del club de fútbol Feyenoord, por lo que el castigo pasó a la historia como "Feyemoord". Wauters fue constantemente superado por el veloz extremo izquierdo Coen Moulijn.
Wauters jugó su último partido internacional el 28 de febrero de 1960. Era un partido amistoso contra la vecina Francia. Bélgica ganó 1-0 con un gol de André Piters. Después, Wauters estuvo en el banquillo de la selección ocho veces más, pero no jugó más.

## Estudios
Wauters estudió en la Universidad Católica de Lovaina. Estudió derecho y economía. Siempre lo llevaban a Lovaina en taxi, pagado por el Amberes FC. En 1956 se trasladó a Estados Unidos, donde también estudió economía en la Universidad de Yale. En esos días estaba afiliado al club de fútbol Hakoah de Nueva York. Con ese club se convirtió en campeón regional y llegó a la final de la US Open Cup.

## Fin de su carrera futbolística
En 1957 regresó a Bélgica y se reincorporó al Antwerp FC. A partir de entonces, se convirtió en un fijo en la selección nacional de Amberes. Durante los años 60s, el club tuvo que conformarse con lugares de honor. El Amberes se convirtió en subcampeón en 1963, después del Standard de Lieja. Dos años más tarde, Wauters dejó de jugar al fútbol después de 234 partidos jugados con el Amberes.

## Banco de crédito
En 1960, Wauters comenzó a trabajar en el Kredietbank. Fernand Collin, presidente del Amberes FC, también fue presidente del banco en ese período. En 1981 se convirtió en presidente del banco, pero en 1984 fue acusado de fraude. Renunció y fue sucedido como presidente del consejo de administración por Louis Delmotte, quien a su vez fue sucedido por Jan Huyghebaert y, a su vez, pasó la antorcha a Marcel Cockaerts, quien transformó Kredietbank en el actual Grupo KBC. Wauters permaneció como presidente del consejo de administración hasta que Marc Santens le sucedió en este cargo en 1994.

## Presidencia
Bajo el liderazgo del presidente Fernand Collin, el Amberes descendió a la Segunda División al final de la temporada 1967/68. Un desastre deportivo que significó el fin de la presidencia de Collin. Se le pidió a Eddy Wauters que sucediera a Collin, a lo que se negó. Collin fue finalmente sucedido por Jos Lahou, quien murió unos meses después. El 20 de marzo de 1969, Eddy Wauters asumió la dirección de "The Great Old".
En 1970, Wauters cumplió su primera ambición. Llevó al club de vuelta a la Primera División. Al final de la temporada 1971/72, el entrenador húngaro Pál Csernai fue despedido. Wauters luego tomó el timón él mismo, junto con el entrenador asistente Domien Simons. Hizo lo propio durante la temporada 1979/80. Luego se convirtió en entrenador en jefe, tras el despido de Staf Van den Bergh. El Amberes ya no era uno de los mejores clubes belgas en ese período, pero aún podía contar con algunos casos atípicos durante los años 70s. Tanto en 1974 como en 1975, el Amberes se proclamó subcampeón. El club no se acercó más al título nacional. En 1975, el Amberes también llegó a la final de la Copa de Bélgica. Pero Wauters vio cómo en esa final, el equipo del entrenador Guy Thys perdió 1-0 ante el RSC Anderlecht. De nuevo, no fue para Amberes.

## Caso Bellemans
En los años 80s, el juez de instrucción Guy Bellemans inició una búsqueda de circuitos de dinero negro en el fútbol belga. La investigación fue la razón por la que se descubrió el escándalo de sobornos de Standard-Waterschei. Varios presidentes, entre ellos Eddy Wauters, fueron arrestados e interrogados. Se puede decir que el dinero negro era común en el fútbol belga en ese momento. Cuatro años más tarde, Wauters y otros miembros de la junta directiva del Antwerp FC fueron absueltos por la Cámara de acusación debido a la falta de pruebas.

## El milagro de Vitosha
Uno de los éxitos más notables lo consiguió el Amberes en 1989 en el partido europeo contra el Vitosha Sofía. Luego, Amberes convirtió una desventaja de 1-3 en una victoria por 4-3 en el tiempo de descuento. El delantero Nico Claesen anotó dos goles importantes. La sorprendente remontada del club pasó a la historia como el "Milagro de Vitosha".

## Copa de Bélgica y Copa de Europa II
Eddy Wauters nombró a Walter Meeuws como nuevo entrenador del Amberes en 1991. Meeuws se hizo muy popular entre el grupo de jugadores y llevó a su equipo a la final de la Copa de Bélgica. El portero Ratko Svilar fue la estrella, ya que detuvo dos penaltis y anotó uno él mismo. El Amberes ganó tras la prórroga y los penaltis contra el KV Mechelen.
Pero la relación entre Wauters y Meeuws se agrió. Los dos nunca estuvieron en la misma onda con respecto a la posible extensión del contrato de Meeuws y el de algunos jugadores destacados, lo que causó dificultades. Sin embargo, Amberes logró llegar a la final de la Copa de Europa II. El club perdió 3-1 ante el Parma AC italiano. Wauters pensó que Meeuws había cometido un error al no alinear al portero Svilar en la final. La mala relación entre ambos derivó en riñas que se libraron frente a varios periodistas. Meeuws finalmente dio un paso al frente y firmó un contrato con AA Gent.

## Descenso
Bajo la supervisión del presidente Wauters, el Amberes descendió a la Segunda División en 1998. Eso fue solo cinco años después de llegar a la final de la Copa de Europa II. A continuación, el presidente llevó al entrenador Regi Van Acker al Bosuil. Guió al club de regreso al nivel más alto después de dos temporadas. Pero el regreso no duró mucho. Durante la temporada 2003/04, los buenos resultados no se materializaron. Wauters despidió al entrenador René Desaeyere y lo reemplazó primero por Dojčin Perazić y luego por Marc Grosjean. Pero tampoco pudieron mantener al Amberes en Primera División. El club descendió, después de lo cual Wauters trajo de vuelta a Van Acker. Pero esta vez, la presencia de Van Acker tampoco funcionó. El Amberes está ahora en manos de Patrick Decuyper, que hizo que el club volviera a ser financieramente sano a pesar de las muchas exigencias financieras de Wauters. En 2017, el Amberes ascendió de nuevo a la Primera División. En 2019, Jan Michel es el presidente y Paul Gheysens el propietario del Royal Antwerp FC.

## Fin de una era
Después de una colaboración con la dirección de la RAFC en agosto de 2011, el papel del presidente se había vuelto limitado. Sin embargo, en diciembre de 2011, Eddy Wauters pudo frustrar una votación sobre su posición mediante una orden del tribunal de primera instancia de Amberes. Eddy Wauters encontró poco claro el orden del día de una asamblea general especial de la organización sin fines de lucro. Sin embargo, una nueva junta general extraordinaria celebrada el lunes 9 de enero de 2012 puso fin a los 42 años de presidencia de Wauters.

## Muerte
Wauters murió a la edad de 91 años. 

## Carrera

### Club
| Periodo   | Club                       |
| --------- | -------------------------- |
| 1951-1965 | Royal Antwerp FC           |
| 1956-1957 | → New York Hakoah (cedido) |

### Selección nacional
Jugó para Bélgica en cuatro ocasiones de 1959 a 1960.

### Entrenador
| Periodo | Club             |
| ------- | ---------------- |
| 1972    | Royal Antwerp FC |
| 1980    | Royal Antwerp FC |

## Logros
- ASL (1): 1956/57
- Copa de Bélgica (1): 1954/55